# گونونگ سمنگکوک
گونونگ سمنگکوک (به لاتین: Gunung Semangkok) یک کوه در مالزی است که در Border of Pahang and Selangor, Malaysia واقع شده‌است. گونونگ سمنگکوک ۱٬۸۳۰٫۰۴ متر بالاتر از سطح دریا واقع شده‌است.